# 스케이트보드
스케이트보드(skateboard) 또는 스케이트보딩(skateboarding)은 스케이트보드를 타면서 할 수 있는 스포츠이다. 스케이트보드는 레크리에이션 활동, 예술 형태, 직업, 교통 수단으로 간주될 수도 있다.
스케이트보딩은 예술로서의 취미활동, 직업, 이동수단으로 여겨진다. 수년동안 전세계의 많은 사람들이 스케이트보딩의 사진과 영상을 만들고 이를 공유해 스케이트보드의 대중화에 영향을 주었다. 2009년 전세계에서 스케이트보딩 시장은 매년 48억의 수익을 내며, 약 1108만명의 활동적인 스케이트보더가 있다고 조사되었다.
2018년 자카르타-팔렘방 아시안 게임과 2020년 도쿄 올림픽에서는 종목으로 체택되었다.

## 트릭
- 푸쉬오프(Push Off): 발로 지면을 차서 스케이트보드를 앞으로 나아가게 하는 트릭.
- 턴(Turn): 몸을 돌려서 스케이트보드의 방향을 전환하는 트릭. (틱택이라고 부름)
  - 프런트사이드 턴(Front Side Turn): 몸을 앞으로 돌리는 턴.
  - 백사이드 턴(Back Side Turn): 몸을 뒤로 돌리는 턴.
- 샤빗(Shove-it): 뒷발을 사용하여 몸은 회전하지 않고 스케이트보드만 180도 회전시키는 트릭.
- 알리(Ollie): 데크를 밟아서 스케이트보드와 함께 점프하는 트릭.
- 킥플립(Kick-Flip): 알리 도중에 스케이트보드를 앞발로 차서 수직으로 회전시키는 트릭.
- 힐플립(Heel-Flip): 알리 도중에 앞발의 뒤꿈치로 스케이트보드를 걷어차면서 회전시키는 트릭.
- 피루엣(Piruet): 주행중인 보드위에서 공중으로 올라 도는 트릭.

## 같이 보기
- 세계 롤러스포츠 연맹